# لب کارون
لب کارون از ترانه‌های معروف در ایران است که اولین بار توسط نعمت‌الله آغاسی اجرا شد و در کنار ترانهٔ آمنه او را به شهرت رساند. بعدها خوانندگان دیگری از جمله شهرام شب پره و جلال همتی و محمود جهان این اثر را بازخوانی کردند.

## ساخت
گفته می‌شود این ترانه برگرفته از یکی از آثار عبدالمحسن المهنا است و اصل آن ابوقذیله نام دارد.
عباس قادری دربارهٔ این ترانه می‌گوید:
موسیقی آغاسی با استفاده از دستمال و نوع موسیقی عربی از همان ابتدا با اقبال مردم روبرو شد. موسیقی لب کارون آرم رادیو کویت در آن زمان بود که تبدیل به آن قطعه معروف شد.